# Die Presse
Die Presse ist eine in Wien erscheinende überregionale österreichische Tageszeitung, die zur Styria Media Group gehört und gemäß ihrer Blattlinie eine „bürgerlich-liberale Auffassung“ vertritt.

## Auflagen und Reichweiten
| Jahr      | Reichweite | Leser gesamt |
| --------- | ---------- | ------------ |
| 2001      | 5,2 %      | 351.000      |
| 2002      | 5,3 %      | 361.000      |
| 2003      | 5,1 %      | 339.000      |
| 2004      | 4,4 %      | 299.000      |
| 2005      | 4,8 %      | 325.000      |
| 2006      | 4,3 %      | 300.000      |
| 2007      | 3,8 %      | 267.000      |
| 2008      | 3,4 %      | 241.000      |
| 2008/2009 | 3,8 %      | 265.000      |
| 2009      | 3,7 %      | 262.000      |
| 2009/2010 | 3,8 %      | 272.000      |
| 2010      | 3,8 %      | 271.000      |
| 2010/2011 | 3,8 %      | 271.000      |
| 2011      | 3,7 %      | 263.000      |
| 2011/2012 | 3,6 %      | 261.000      |
| 2012      | 3,7 %      | 266.000      |
| 2012/2013 | 3,8 %      | 274.000      |
| 2013      | 3,8 %      | 276.000      |
| 2013/2014 | 4,1 %      | 297.000      |
| 2014      | 4,2 %      | 302.000      |
| 2014/2015 | 4,0 %      | 291.000      |
| 2015      | 4,0 %      | 295.000      |
| 2015/2016 | 4,3 %      | 315.000      |
| 2016      | 4,0 %      | 296.000      |
| 2016/2017 | 4,1 %      | 306.000      |
| 2017      | 4,2 %      | 315.000      |
| 2017/2018 | 4,5 %      | 336.000      |
| 2018      | 4,6 %      | 346.000      |
| 2018/2019 | 4,6 %      | 345.000      |
| 2019      | 4,2 %      | 317.000      |
| 2019/2020 | 4,1 %      | 306.000      |
| 2020      | 4,3 %      | 323.000      |
| 2020/2021 | 4,1 %      | 311.000      |
| 2021      | 3,8 %      | 291.000      |

Laut Österreichischer Media-Analyse hatte Die Presse im Jahr 2017 durchschnittlich 315.000 Leser (4,2 % der österreichischen Bevölkerung) und lag damit hinter dem Kurier (545.000 Leser; 7,3 %) und dem Standard (480.000 Leser; 6,5 %). Mit täglich 66.670 verkauften Exemplaren im ersten Halbjahr 2021 lag sie hinter dem Kurier (114.019 Exemplare) und vor dem Standard (54.363 Exemplare). Die Druckauflage betrug 57.724 (Montag–Samstag) und 54.898 (Sonntag).
Die größten Reichweiten hat Die Presse, ähnlich den anderen Qualitätszeitungen, bei Lesern mit Matura oder Hochschulabschluss sowie bei Lesern mit einem Haushaltseinkommen von 3000 Euro (oder mehr) monatlich.
Im Jahr 2010 erhielt Die Presse 2,8 Millionen Euro aus der Presseförderung des Bundes und damit die höchste Presseförderung aller österreichischen Tageszeitungen.

## Geschichte

### Die alte „Presse“ (1848–1896)

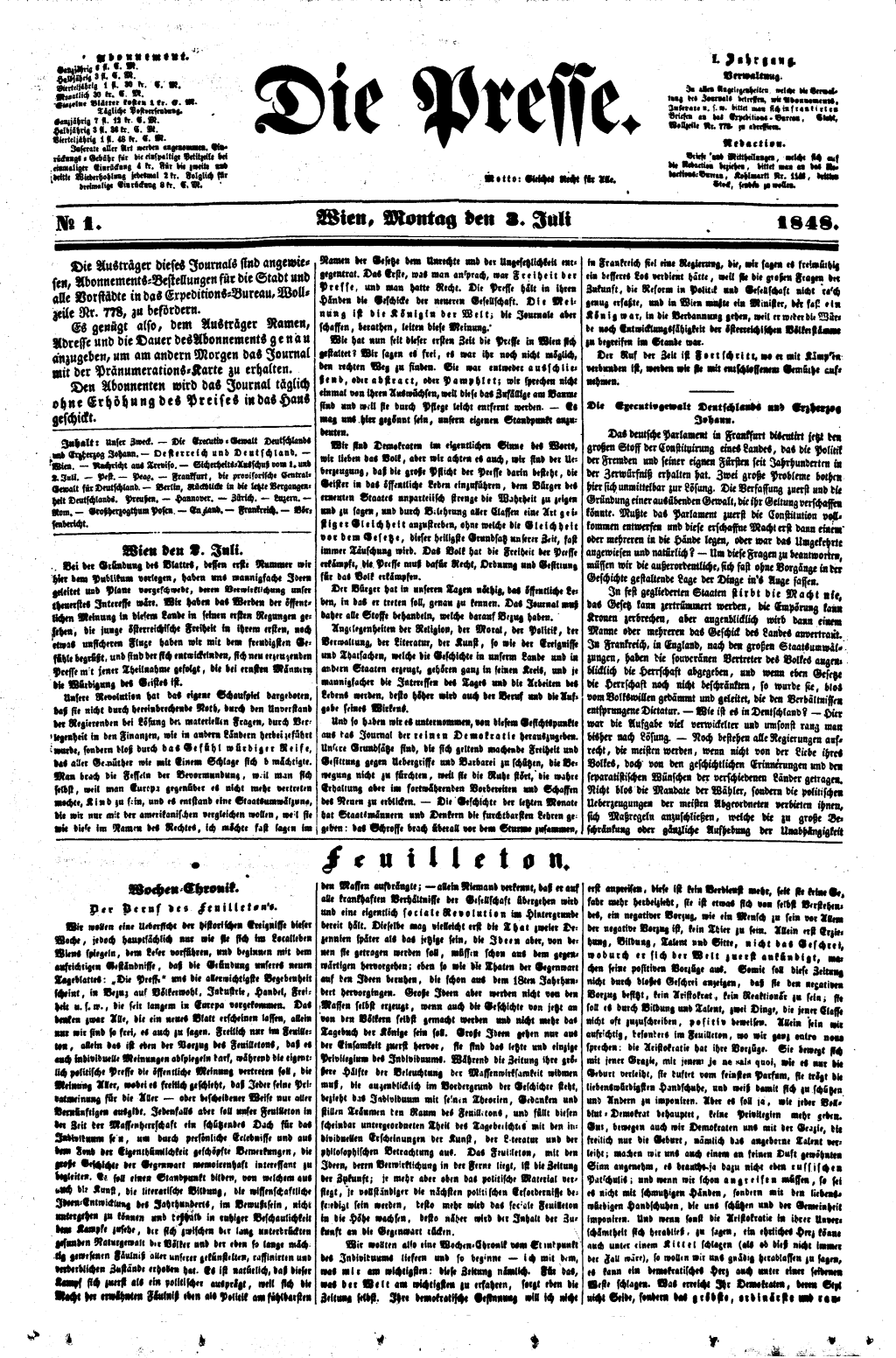
Titelblatt der Erstausgabe

Die Zeitung wurde zur Zeit der Märzrevolution 1848 vom Unternehmer August Zang nach Pariser Vorbildern (u. a. La Presse von Émile de Girardin) unter dem Namen Die Presse gegründet. Die erste Ausgabe erschien am 3. Juli – und war – im Vergleich mit anderen Zeitungsgründungen jenes Jahres – ein eher gemäßigtes bis konservatives Blatt. Nach Niederschlagung der Revolution und Einstellung der meisten Zeitungen geriet sie jedoch immer mehr an den „linken“ Rand, bis sie selbst am 8. Dezember 1849 von der Militärverwaltung Wiens wegen ihrer zunehmend oppositionellen Blattlinie eingestellt wurde. Zang versuchte zwar einen Neuanfang, indem er die Zeitung erneut von Brünn aus – wo kein Ausnahmezustand herrschte – herausgab, musste dieses Unterfangen jedoch im Dezember 1850 aufgeben.
Erst 1851 gelang es Zang, aufgrund persönlicher Beziehungen die behördliche Genehmigung zur Wiedererstehung der Presse zu erlangen, die ab dem 25. September wieder in Wien erschien. 1858 verkaufte Zang die Hälfte der Zeitung für 200.000 Gulden an die „Österreichische Creditanstalt für Handel und Gewerbe“.
Im Jahr 1864 kam es zum Zerwürfnis Zangs mit der Redaktion, die nahezu geschlossen austrat und die Neue Freie Presse gründete. Zang gelang es zwar, ein neues Redaktionsteam (u. a. Eduard Warrens) zusammenzustellen, doch verlor die alte Presse gegenüber der Neuen Freien Presse schon bald an Bedeutung. 1867 trennte sich Zang zur Gänze von der Presse, indem er seinen verbliebenen Anteil an die Regierung verkaufte. Diese führte das Blatt fortan unter der Leitung eines besonderen Konsortiums halbamtlich weiter und verkaufte ihrerseits 1888 den Anteil an eine Bank. Die letzte Ausgabe erschien am 31. Oktober 1896, danach wurde die Presse endgültig eingestellt.

### Die „Neue Freie Presse“ (1864–1939)

Kopf der Neuen Freien Presse, 1928

Logo 2001

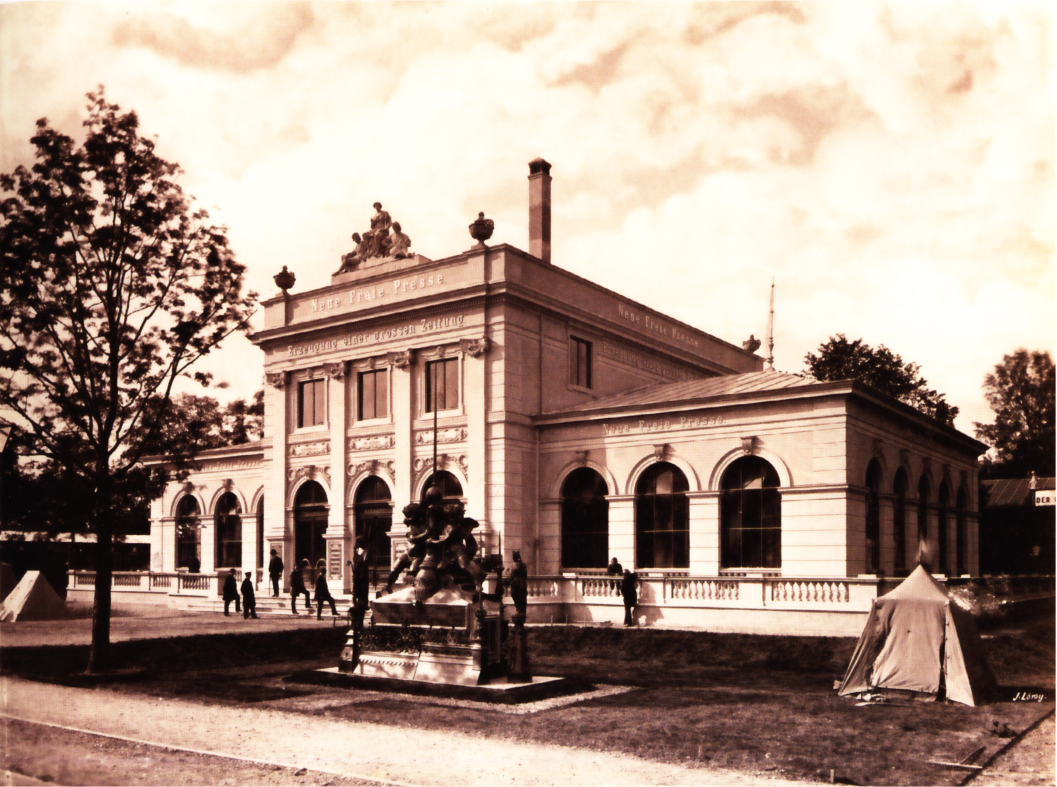
Pavillon der Tageszeitung Neue Freie Presse bei der Weltausstellung 1873 in Wien

Die von den ehemaligen Redakteuren der Presse Michael Etienne und Max Friedländer sowie deren Administrationsleiter Adolf Werthner gegründete Neue Freie Presse (NFP) erschien erstmals am 1. September 1864. Sie etablierte sich bald als führendes Blatt der Habsburgermonarchie, das insbesondere vom liberalen Bildungsbürgertum gelesen wurde. Dies war nicht zuletzt den prominenten Autoren zu verdanken, die für die Zeitung arbeiteten, wie beispielsweise Karl Emil Franzos, Eduard Hanslick, Theodor Hertzka, Theodor Herzl, Hugo von Hofmannsthal, Felix Salten, Alice Schalek, Arthur Schnitzler, Berta von Suttner oder Stefan Zweig. Noch heute wird von der Presse gelegentlich darauf verwiesen, dass auch Karl Marx zeitweise als Korrespondent aus London für die NFP arbeitete; das Verhältnis war aber nur von kurzer Dauer und die Mehrzahl der von ihm verfassten Artikel wurden von der Redaktion nicht angenommen.
Nach Friedländers Tod (1872) wurde Etienne der Alleinverantwortliche des redaktionellen Teils der Neuen Freien Presse. Friedländers Anteile an der Zeitung übernahm die am 17. Juni 1873 gegründete Österreichische Journal-A.G., deren Kapitalgeber die Wiener Börsenbank bzw. in weiterer Folge die Anglo-Österreichische Bank war.
1872 trat Moriz Benedikt in die Redaktion ein. Er übernahm nach Etiennes Ableben (1879) gemeinsam mit Eduard Bacher die Chefredaktion. Bacher (Chefredakteur ab 1. Mai 1879 und Herausgeber bzw. Co-Herausgeber seit 1888 der NFP) starb 1908; damit wurde Benedikt alleiniger Herausgeber der NFP und blieb dies bis zu seinem Tod im Jahr 1920.
Benedikt soll auch sämtliche Aktien der „Österreichischen Journal-A.G.“ erworben haben und so auch wirtschaftlich Herr über die Neue Freie Presse geworden sein. Ein diesbezüglicher Nachweis ist jedoch heute nicht mehr möglich.
Die Zeitung hatte zeitweise mehr als 500 festangestellte Journalisten. Sie wurde auflagenmäßig die drittgrößte Zeitung vor dem Ersten Weltkrieg (1904: 50.000 Exemplare, 1912: 66.000 Exemplare). Ihre bis dahin höchste Druckauflage (90.000 Exemplare) erreichte die Zeitung im Jahr 1920.
Karl Kraus kritisierte die Zeitung und ihren Herausgeber Benedikt ausgiebig. Für ihn stand fest, dass die „Tatsache, daß es keine Schlechtigkeit gibt, die der Herausgeber der Neuen Freien Presse nicht für bares Geld zu vertreten, und keinen Wert gibt, den er aus Idealismus nicht zu verleugnen bereit ist...“. In seinem Stück Die letzten Tage der Menschheit bezeichnete er Benedikt als „Herrn der Hyänen“ und zitierte die Kriegsberichterstatterin der Neuen Freien Presse, „die Schalek“.
Nach dem Einmarsch der deutschen Truppen am 12. März 1938 und dem „Anschluss“ Österreichs an das Deutsche Reich wurde die Zeitung „arisiert“: Die 22 Redakteure des insgesamt 37 Personen umfassenden Redaktionskollegiums, die nach der nationalsozialistischen Gesetzgebung als jüdisch galten, wurden am 13. März sofort entlassen. Darunter war auch der letzte seit 1918 amtierende Redakteur Julian Sternberg. An ihrer Stelle wurden 13 neue nichtjüdische Redakteure aus Österreich und Deutschland eingestellt. Als im Juni 1938 das Schriftleitergesetz in Österreich eingeführt wurde, wurden auch alle bis dahin noch verbliebenen Redakteure entlassen, die den Ariernachweis nicht erbringen konnten. Die Zeitung wurde unter nationalsozialistische Kontrolle gebracht und der Verlag, die Oesterreichische Journal A.G., am 18. Juni 1938 enteignet. Eine Neuerung im Blatt war die Einführung eines Impressums.
Die Neue Freie Presse erschien am 31. Jänner 1939 zum letzten Mal und wurde daraufhin mit dem populären Neuen Wiener Journal zum Neuen Wiener Tagblatt verschmolzen. Die letzte Ausgabe des Morgenblatts der Zeitung erschien am 30. September 1938.

### „Die Presse“ (seit 1946)
Nach dem Zweiten Weltkrieg wurde die geistige Tradition unter Ernst Molden wieder aufgenommen. Anfangs hatte Molden viele Rückschläge einzustecken: Das Archiv der Zeitung war vernichtet, die Druckmaschinen von den Nationalsozialisten nach Oberschlesien abtransportiert; die Namensrechte der Zeitung waren in den Besitz eines Berliner NS-Verlegers gelangt.
Dennoch erschien am 26. Jänner 1946 die erste Ausgabe. Aufgrund der damaligen Papierknappheit wurde die Zeitung vorerst wöchentlich (jeden Donnerstag) herausgebracht. Sie war eine der ersten unabhängigen Zeitungsgründungen der Zweiten Republik. Seit dem 19. Oktober 1948 erscheint die Zeitung täglich, was zuerst einen massiven Auflage- und Abonnenten-Rückgang mit sich brachte und Die Presse in eine schwere finanzielle Krise stürzte. Fritz Molden, der Sohn des Herausgebers Ernst Molden, schaffte es 1950, einen Kredit über zwei Millionen Schilling in New York zu lukrieren und damit die Zeitung zu retten. 1952 übernahm er als Verlagsdirektor 50 % der Zeitungsanteile, 1953, nach dem Tod von Ernst Molden, übernahm er die Chefredaktion.
Im so genannten Wiener Zeitungskrieg 1958 nahm Die Presse unter Fritz Molden eine Schlüsselrolle ein.
1963 erfolgte die Umstellung auf das internationale Großformat. 1965 erwarb zwar die Bundeswirtschaftskammer einen Großteil der Zeitung. Der damalige Chefredakteur Otto Schulmeister hielt die Zeitung aber erfolgreich von der Bundeswirtschaftskammer unabhängig, arbeitete laut freigegebenen CIA-Akten jedoch unter dem Decknamen GRCAMERA der CIA zu.
1973 wurde Die Presse zusammen mit der Washington Post zur „Zeitung des Jahres“ gewählt. 1985 führte sie als erste in Europa im Ganzseitenumbruch die Datenfernübertragung zur Druckerei ein. Eine Formatänderung erfolgte 1993 vom Rheinischen auf das Berliner Format.
In den 1990ern veränderte sich die Eigentümerstruktur. 1991 wurde die Styria Medien AG, die selbst im Wesentlichen (über 98 %) der „Katholischer Medien Verein Privatstiftung“ gehört, mit 51 % Mehrheitseignerin, im Dezember 1999 übernahm die Styria vom „Verein zur Förderung der freien bürgerlichen Presse in Österreich“ auch den Minderheitsanteil von 49 % – seit diesem Zeitpunkt gehört der Presse-Verlag zur Gänze der Styria Medien AG.

## Gegenwart
Die Presse vertritt laut Eigendefinition eine bürgerlich-liberale Grundlinie und sieht sich in der Tradition der Revolution von 1848 (Frei seit 1848). Chefredakteur seit 2012 war Rainer Nowak. Die Zeitung erscheint von Montag bis Samstag in einer Abend- und einer leicht mutierten Morgenausgabe, durchgängig farbig, in einem Umfang von durchschnittlich 32 Seiten wochentags und etwa 50 Seiten am Samstag.
Die Zeitung ist in die Ressorts Innenpolitik, Außenpolitik, Wien bzw. Österreich (Chronik), Economist (Wirtschaft), Sport und Feuilleton aufgeteilt. Hanna Kordik und Gerhard Hofer leiten das Economist-Ressort, Dietmar Neuwirth ist Chef des Inlandsressorts, darin führt Oliver Pink die Innenpolitik.
Ulrike Weiser verantwortet den Bereich Wien/Chronik sowie Christian Ultsch das Außenpolitik-Ressort. Bettina Steiner und Thomas Kramar leiten gemeinsam das Feuilleton, Karl Woisetschläger das „spectrum.“
Montags veröffentlicht Die Presse das „Rechtspanorama“, mittwochs erscheint ein Bildungsteil, freitags liegt das Magazin Schaufenster bei. Samstags erscheinen zusätzlich die Ressorts Karriere, Immobilien, Reise und die Wochenendbeilage Spectrum.
Seit dem 15. März 2009 erscheint die Presse auch in einer eigenen Sonntagsausgabe mit dem Namen „Die Presse am Sonntag“. Ulrike Weiser und Christian Ultsch übernehmen hier ebenso die redaktionelle Leitung. „Die Presse am Sonntag“ ist die erste sonntags herausgegebene Qualitätszeitung und spricht damit Leute an, die „gerne lesen“. Die modernisierte Aufmachung spricht des Weiteren vor allem auch eine jüngere Zielgruppe an. „Die Presse am Sonntag“ besteht aus den Ressorts Politik, Wien, Eco, Wissen, Sport & Spiel, Leben, Globus, Kultur sowie Debatte. Im stummen Verkauf liegt der Presse am Sonntag ferner der Karriere-, Immobilien- sowie Bildungsteil der Samstagsausgabe bei.
Die Presse ist Genossenschafter der Austria Presse Agentur sowie Mitglied des unter anderem von Bill Gates und George Soros finanzierten Project Syndicate.
Herwig Langanger ist seit Oktober 2012 Presse-Geschäftsführer. Zunächst hatte er diese Position gemeinsam mit Michael Tillian inne. 2014 verließ dieser das Unternehmen auf eigenen Wunsch. Seit 1. Oktober 2014 fungieren Herwig Langanger und Tillians Nachfolger Rudolf Schwarz als Geschäftsführer.
Im Juni 2017 wurde Chefredakteur und Herausgeber Rainer Nowak ebenfalls zum Geschäftsführer bestellt. Im Februar 2019 wurde bekannt, dass Rudolf Schwarz Ende April 2019 die Geschäftsführung der Presse verlassen wird.

### Rücktritt von Herausgeber Nowak im Zuge der ÖVP-Korruptionsaffäre
Im November 2022 wurden Chats zwischen dem damaligen Generalsekretär im Finanzministerium Thomas Schmid und Rainer Nowak publik, die ein Naheverhältnis von Schmid und Nowak sowie diverse Absprachen und Versprechungen offenlegten. Die Chats wurden in einem Bericht der Wirtschafts- und Korruptionsstaatsanwaltschaft im Zuge der ÖVP-Korruptionsaffäre dokumentiert. Aus den Chatauszügen ging etwa hervor, dass Nowak sich Unterstützung von Schmid erhoffte, um eine Führungsposition im ORF zu übernehmen. Schmid schrieb: „Jetzt du noch ORF-Chef. Alter – dann geht’s aber ab. Danke für alles.“ Nowak antwortete: „Ehrensache. Jetzt musst du mir bitte beim ORF helfen.“ Schmid: „Unbedingt.“ Darüber hinaus gab Nowak Schmid Formulierungstipps für die Kommunikation mit der Presse-Redaktion, etwa in Bezug auf ein Aufsichtsratsmandat von Schmidt bei den Österreichischen Lotterien. Am 11. November 2022 trat Rainer Nowak daraufhin als Chefredakteur, Herausgeber und Geschäftsführer der Presse zurück.
Ende April 2025 wurde die Rückkehr von Rainer Nowak als Geschäftsführer in Nachfolge von Herwig Langanger im Juli 2025 bestätigt.

## Chefredakteure der Presse
- 1948 bis 1953: Ernst Molden;
- 1953 bis 1961: Fritz Molden und Milan Dubrović
- 1961 bis 1976: Otto Schulmeister
- 1976 bis 1995: Thomas Chorherr
- 1995: Michael Maier
- 1995 bis 2004: Andreas Unterberger
- 2004 bis 2012: Michael Fleischhacker
- 2012 bis 2022: Rainer Nowak
- Seit Februar 2023: Florian Asamer[27]

## Aktuelle Kolumnisten der Presse
- Sibylle Hamann
- Kurt Kotrschal
- Christian Ortner
- Anneliese Rohrer
- Gudula Walterskirchen
- Martin Amanshauser

## Sonstiges

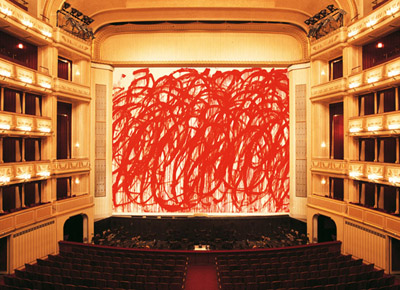
„Bacchus“ von Cy Twombly, Eiserner Vorhang in der Wiener Staatsoper, Saison 2010/2011

Neben der Printausgabe verfügt Die Presse mit DiePresse.com auch über ein umfangreiches Informationsangebot im Internet sowie im Teletext von ProSieben Austria. Gemeinsam mit dem ORF kürt die Presse jährlich seit 2004 Persönlichkeiten aus den Kategorien Wissenschaft, Wirtschaft und Humanität zu Österreichern des Jahres. Von 2008 bis 2013 ermöglichte Die Presse die von museum in progress konzipierte Ausstellungsreihe „Eiserner Vorhang“, die in der Wiener Staatsoper die Brandschutzwand zwischen Bühne und Zuschauerraum in einen Ausstellungsraum für zeitgenössische Kunst verwandelte. Für jede Spielsaison wurde der Vorhang von einem neuen Künstler gestaltet.
Die Zeitung Die Presse erhielt 1998 eine Rüge des Österreichischen Presserats.
Als Begründung wurde angeführt, mit der Veröffentlichung des Artikels „Massengräber im Kosovo. Hunderte Kinder verscharrt?“ auf Seite 1 vom 5. August 1998 über angebliche Massengräber in Orahovac wurde der Eindruck erweckt, dass es sich um abgesicherte Fakten handelt, obgleich sich der Bericht des Korrespondenten im Blattinnern korrekterweise nur auf Vermutungen und Schlussfolgerungen von Augenzeugen bezieht. Insbesondere der Vorwurf, dass mehr als 400 Kinder in Massengräbern in Orahovac gefunden worden sein sollen, hat keine Bestätigung erfahren und hätte daher in der Folge unmissverständlich korrigiert werden müssen. Für den Spruch des Presserates war daher nicht die Jugoslawien-Berichterstattung der Presse insgesamt, sondern der Umgang mit einem konkreten Fehler relevant.
Seit 2014 veröffentlicht die Presse jährlich eine Liste der einflussreichsten Ökonomen.
Im April 2015 erschien das erste Magazin der Reihe „Die Presse-Geschichte“ zum Thema Ringstraße, bis Mitte 2022 folgten achtzehn weitere Magazine zu unterschiedlichen Themenbereichen.
Zum Jubiläum „175 Jahre Die Presse“ erschien am 19. Juli 2023 durch die österreichische Post eine von David Jablonski entworfene Sonderbriefmarke zum Nennwert von 100 Eurocent.

## Magazinbeilage Schaufenster
Das Schaufenster ist eine der ältesten Magazinbeilagen der Welt und ist eine wöchentliche Lifestyle- und Kulturbeilage der Tageszeitung Die Presse. Es liegt der Freitagsausgabe bei. Die Themen sind Mode, Kultur, Design und Reise, dazu kommt ein Kulturprogramm. Die Reisekolumne „Amanshausers Album“ von Martin Amanshauser erscheint seit 2006, die besten Geschichten sind in Buchform publiziert („Logbuch Welt“, 2007; „Typisch Welt“, 2016).